# Treme (Fernsehserie)
Treme [trəˈmeɪ] ist eine US-amerikanische Dramaserie von David Simon und Eric Overmyer. Tremé ist eine Wohngegend in New Orleans. Die Serie beginnt drei Monate nach Hurrikan Katrina und handelt davon, wie die Bewohner der Stadt – unter anderem Musiker, Köche und Mardi Gras Indians – versuchen, New Orleans, ihr Leben und ihre Kultur nach dem Hurrikan 2005 wieder aufzubauen. Die Serie startete am 11. April 2010 auf dem Pay-TV-Sender HBO. Die erste Staffel besteht aus 10 Folgen, inklusive einer 80-minütigen Pilotfolge. Auch die zehnte und letzte Folge ist 80 Minuten lang. Während die erste Staffel von den Nachwirkungen des Hurrikans handelt, geht es in der zweiten um den Wiederaufbau New Orleans. Die vierte und letzte Staffel endete am 29. Dezember 2013.
Die deutschsprachige Erstausstrahlung zeigte der Pay-TV-Sender Sky Atlantic HD vom 28. August 2012 bis 15. April 2014.

## Produktion

### Konzeption
Simon und Overmyer arbeiteten zum ersten Mal zusammen als Autoren bei der Fernsehserie Homicide und wurden Freunde. Ihr nächstes gemeinsames Projekt war die Serie The Wire, der sich Overmyer dem Produktionsteam als beratender Produzent und Autor 2006 anschloss. Treme wurde von HBO kurz nach dem Ende von The Wire 2008 in Entwicklung gegeben. Das Konzept war darauf ausgelegt, die arbeitende Bevölkerung von Tremé nach dem Hurrikan Katrina beim Wiederaufbau zu zeigen, und nicht wie bei The Wire eine ganze Stadt.
Overmyer lebt teilweise in New Orleans und Simon glaubte, dass seine Erfahrungen bei der Entwicklung der Serie sehr hilfreich seien. Simon erklärte, dass Treme von der Kultur New Orleans wie zum Beispiel der Musik handelt, aber auch von politischer Korruption, den Wohnungsproblemen, dem Strafjustizsystem, den Auseinandersetzungen von Polizei und Mardi Gras Indians und dem Versuch, die Tourismusindustrie wieder anzukurbeln. Simon holte zudem als Beratung noch die lokalen Musiker Donald Harrison, Kermit Ruffins und Davis Rogan sowie die Köchin Susan Spicer in sein Produktionsteam.

### Casting
The-Wire-Darsteller Wendell Pierce war der erste, der eine Rolle in Treme bekam. Seine Beteiligung wurde kurz nach der Ankündigung eines Piloten im Juli 2008 bekannt. Pierce ist in New Orleans geboren und spielt Antoine Batiste, einen Posaunisten. Clarke Peters, ebenfalls Schauspieler bei The Wire, schloss sich Treme ebenfalls früh in der Entwicklungsphase an. Peters spielt einen Anführer eines Mardi-Gras-Indians-Stammes, der versucht, seine Leute nach Hause zu bringen. Khandi Alexander, die zuvor in Simons The Corner zu sehen war, spielt ebenfalls eine Rolle in Treme. Im August 2008 wurde Alexander als LaDonna Batiste besetzt, die zerstrittene Ehefrau von Pierces Figur und Bar-Besitzerin.
Der Filmschauspieler Steve Zahn wurde im Februar 2009 angestellt. Treme ist seine erste Fernsehserie. Zahn spielt einen Tänzer, DJ und Bandmusiker mit Aggressionsproblemen. Zahns Figur basiert auf dem Berater der Serie, Davis Rogan. Kim Dickens von HBOs Deadwood und NBCs Friday Night Lights wurde ebenfalls im Februar 2009 gecastet. Sie spielt eine Köchin, die ein stürmisches Verhältnis mit Zahns Figur hat. Rob Brown spielt Delmond Lambreaux. Browns Figur ist ein New Yorker Jazzmusiker und Sohn von Peters’ Figur, der widerwillig nach Hause kommt. Academy-Award-Nominierte und Homicide-Schauspielerin Melissa Leo spielt eine Bürgerrechtsanwältin. John Goodman wurde als ihr Ehemann und College-Professor besetzt, als die Dreharbeiten zu weiteren Folgen schon liefen. Seine Szenen wurden nachträglich in den Piloten geschnitten.
Wie schon bei The Wire wurden so oft wie möglich lokale Schauspieler aus New Orleans besetzt. Das Casting lief von Januar bis Februar 2009 und wurde von RPM Casting durchgeführt. Phyllis Montana LeBlanc wurde als Freundin von Peters’ Figur besetzt. LeBlanc wurde von Regisseur Spike Lee empfohlen, der mit ihr an dem HBO-Dokumentarfilm When the Levees Broke über den Hurrikan Katrina arbeitete. Zudem spielt der bekannte Musiker Kermit Ruffins sich selbst in dem Pilotfilm. Weitere musikalische Gastauftritte haben unter anderem Allen Toussaint, Dr. John, Elvis Costello, Steve Earle sowie sein Sohn Justin Townes Earle, Sammie Williams, Donald Harrison Jr., Galactic, Troy Andrews, Deacon John, Doreen’s Jazz New Orleans, The Rebirth und Tremé Brass Bands.

### Entwicklung

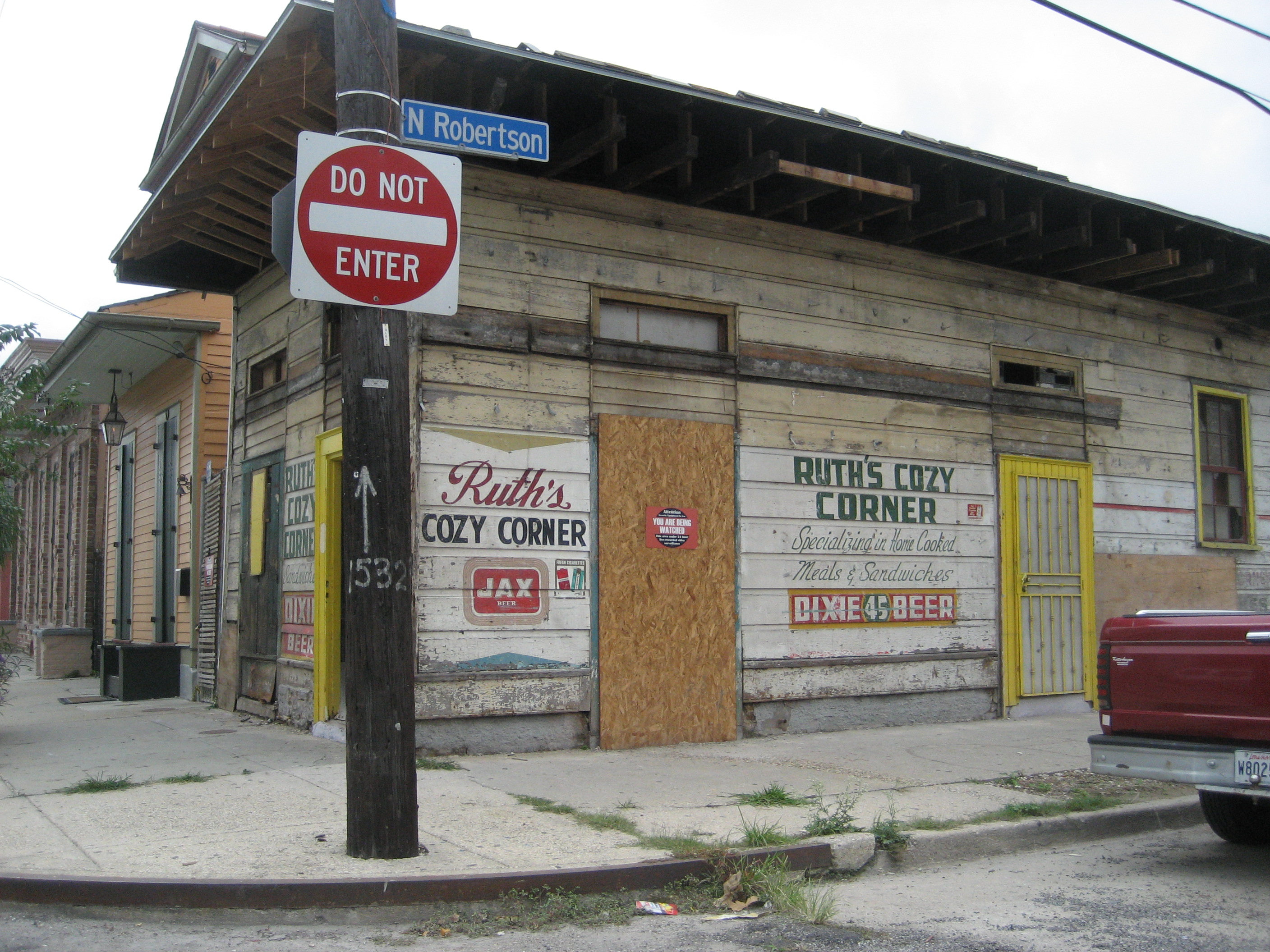
Ein Drehort in Tremé, New Orleans

2008 gab HBO eine Pilotfolge für die Serie in Auftrag, jedoch noch keine komplette Staffel. Bekannt gegeben wurde die Entwicklung des Piloten bei der Television-Critics-Association-Press-Tour im Sommer 2008. Simon hoffte, dass er die erste Folge noch im selben Jahr drehen könnte und die restlichen Folgen bei Beauftragung 2009. Die Serie sollte vor Ort in New Orleans gedreht werden und damit die Wirtschaft stärken.
Die Dreharbeiten zum Pilotfilm begannen jedoch erst im März 2009. Regie führte Agnieszka Holland. Zuvor hatte Holland drei The-Wire-Episoden für David Simon gedreht. Insgesamt bestellte HBO letztendlich 10 Folgen.
Bereits nach einer ausgestrahlten Folge verlängerte HBO die Serie um eine zweite Staffel. Diese wurde im Herbst 2010 gedreht. Im Mai 2011, nachdem drei Folgen der zweiten Staffel ausgestrahlt waren, verlängerte der Sender Treme um eine dritte Staffel. Obwohl die Quoten in der zweiten Staffel gesunken sind, verlängerte HBO im November 2011 die Serie um eine vierte und zugleich auch letzte Staffel.

### Produktionsteam
Treme ist nach The Corner, The Wire und Generation Kill David Simons vierte Serie für HBO. Er fungiert als Show Runner und Executive Producer. Eric Overmyer ist ein erfahrener Bühnen- und Fernsehautor. Bei Treme arbeitet er als Co-Executive Producer und Drehbuchautor.
Simon und Overmyer begannen ein Autorenteam für die komplette Serie zusammenzustellen. Zuerst stellten sie den lokalen Autor Tom Piazza an, Autor des  Sachbuchs Why New Orleans Matters. Piazza und Overmyer kannten sich seit vielen Jahren;  Simon war mit Piazzas Werken gut vertraut. Außerdem engagierten Simon und Overmyer Lolis Eric Elie, einen Berichterstatter der Zeitung The Times-Picayune. Simon, selber Journalist, bevor er für das Fernsehen zu arbeiten begann, war beeindruckt von Elies Wissen über die lokale Bevölkerung und Hintergründe. Elie war Autor der Dokumentation Faubourg Tremé: The Untold Story of Black New Orleans. Weiterhin ist Romanautor George Pelecanos Mitglied des Autorenteams. Pelecanos war zuvor Autor bei allen fünf Staffeln von The Wire gewesen.
Zudem stellte Simon den ehemaligen Reporter David Mills als Co-Executive Producer und Drehbuchautor ein. Mills war ein musikbegeisterter Enthusiast, der zuvor mit Overmyer und Simon an Homicide, The Corner und The Wire gearbeitet hatte. Am 30. März 2010, zwölf Tage vor der Premiere der Serie, starb Mills an einem Hirn-Aneurysmata unerwartet in New Orleans.
Blake Leyh war für die Musik in Treme zuständig. Er arbeitete unter anderem ebenfalls an The Wire.

## Auszeichnungen
Bei der Primetime-Emmy-Verleihung 2010 wurde Treme in den Kategorien Outstanding Directing for a Drama Series (für die erste Folge Do You Know What It Means, Agnieszka Holland) und Outstanding Original Music and Lyrics (für den Song This City von Steve Earle in der Episode I'll Fly Away) nominiert. Ebenfalls wurde die Serie bei den Grammy Awards 2011 zweimal nominiert. In den Kategorien Best Compilation Soundtrack Album for a Motion Picture, Television, or other Visual Media sowie Best Song Written for Motion Picture, Television or Other Visual Media (Steve Earles This City).